# Jim Bedard
James Arthur Bedard (* 14. November 1956 in Niagara Falls, Ontario) ist ein ehemaliger kanadischer Eishockeytorwart und derzeitiger Torwarttrainer der Detroit Red Wings aus der National Hockey League.

## Karriere
Jim Bedard begann seine Karriere in unterklassigen Nachwuchsligen, ehe er 1973 zu den Sudbury Wolves in die kanadische Juniorenliga OHA wechselte, die sich ein Jahr später in OMJHL umbenannte. In Sudbury konnte Bedard mit guten Leistungen überzeugen. 1975 zog das Team bereits bis ins Halbfinale der Playoffs ein und im Jahr darauf mussten sie sich erst im Finale den Hamilton Fincups geschlagen geben. Bedard erhielt nach der Saison 1975/76 zudem die Dave Pinkney Trophy für die wenigsten Gegentore und wurde ins First All-Star Team der Liga gewählt.
Durch seine Leistungen hatte Bedard auch die professionellen Mannschaften auf sich aufmerksam gemacht, woraufhin er von den Washington Capitals im NHL Amateur Draft 1976 in der sechsten Runde an Position 91 ausgewählt und zeitgleich von den Edmonton Oilers im WHA Amateur Draft in der zehnten Runde an Position 106 gedraftet wurde. Bedard entschied sich für die Washington Capitals zu spielen, verbrachte die folgende Saison aber in der IHL bei den Dayton Gems.
Zur Saison 1977/78 wurde er in den NHL-Kader der Capitals berufen und bestritt als Stammtorhüter den Großteil der Spiele, konnte jedoch nur elf von 43 Partien gewinnen. Im Jahr darauf bildete er mit Gary Inness und Bernie Wolfe das Torhütergespann von Washington, allerdings verlief die Spielzeit fast genauso erfolglos wie die vorangegangene. In der folgenden Saison gehörte Bedard nicht mehr zum NHL-Kader der Capitals und bestritt die Saison 1979/80 bei mehreren Mannschaften in unterklassigen Ligen.
Im Sommer 1980 wechselte er nach Finnland, wo er von TPS Turku aus der SM-liiga unter Vertrag genommen wurde. Mit TPS belegte er 1981 den dritten Platz in der Liga und wurde 1982 Vize-Meister. 1982/83 spielte er für Ketterä Imatra in der zweiten finnischen Liga, ehe er vier Spielzeiten bei TuTo Hockey in der Zweitklassigkeit verbrachte. 1987 wechselte Bedard innerhalb der Liga zu HPK Hämeenlinna, mit denen er in die SM-Liiga aufstieg und dort ein Jahr Stammtorhüter war. Danach ging er zurück in die zweite Liga und spielte drei Jahre bei KooKoo sowie eine Saison beim Drittligisten Turku HT, ehe er eine letzte Spielzeit als Stammtorhüter von TuTo Hockey bestritt und 1994 seine Karriere beendete.
Bedard kehrte daraufhin nach Nordamerika zurück und wurde im Sommer 1994 als Torwarttrainer von den Niagara Falls Thunder aus der kanadischen Juniorenliga OHL engagiert. Das größtenteils erfolglose Team siedelte 1996 um und nannte sich fortan Erie Otters. Bedard folgte der Mannschaft und blieb noch ein weiteres Jahr als Assistenztrainer, ehe er 1997 von den Detroit Red Wings aus der NHL als Berater für Torwartangelegenheiten verpflichtet wurde. In dieser Position betreute er in den folgenden Jahren Chris Osgood, Manny Legace, Curtis Joseph und Dominik Hašek und die Red Wings konnten 1998 und 2002 den Stanley Cup gewinnen.
2002 wurde Bedard offiziell zum Torwarttrainer der Red Wings ernannt. Seit dem Lockout und dem Ausfall der Saison 2004/05 gehörte Detroit in den folgenden drei Spielzeiten immer zu den drei Mannschaften mit dem niedrigsten Gegentordurchschnitt und 2007/08 konnten Chris Osgood und Dominik Hašek die William M. Jennings Trophy für die wenigsten Gegentore gewinnen. Somit hatte er auch Anteil am erneuten Stanley-Cup-Sieg im Sommer 2008. Neben der Betreuung der NHL-Torhüter ist Bedard auch für die Torhüter des AHL-Farmteam der Red Wings, den Grand Rapids Griffins, verantwortlich.

## Erfolge und Auszeichnungen

### Als Spieler
- 1976 OMJHL First All-Star Team
- 1976 Dave Pinkney Trophy

### Als Trainer
- 1998 Stanley-Cup-Sieger mit den Detroit Red Wings (als Torwarttrainer)
- 2002 Stanley-Cup-Sieger mit den Detroit Red Wings (als Torwarttrainer)
- 2008 Stanley-Cup-Sieger mit den Detroit Red Wings (als Torwarttrainer)